# 池田真紀子
池田 真紀子（いけだ まきこ、1966年9月11日 - ）は、日本の翻訳家。

## 来歴
東京都生まれ。上智大学法学部国際関係法学科卒。企業勤務を経て翻訳家となり、英米のミステリーを中心に翻訳している。
1997年、アーヴィン・ウェルシュ『トレインスポッティング』（青山出版社）で第7回BABEL国際翻訳大賞新人賞を受賞。
2024年、ジョセフ・ノックス『トゥルー・クライム・ストーリー』で第77回日本推理作家協会賞（試行第二回翻訳部門）を受賞。

## 翻訳
- 『死にゆく者たちからのメッセージ』（メルヴィン・モース, ポール・ペリー、同朋舎出版） 1995
- 『チャイニーズ・マザー』（スティーブン・W・モッシャー、祥伝社） 1995
- 『ポカホンタス』（スーザン・ドネル、竹書房文庫） 1995
- 『FBI神話のベールを剥ぐ 特別捜査官と呼ばれた男たち』（ダーマッド・ジェフリーズ、同朋舎出版） 1996
- 『シズコズ・ドーター』（キョウコ・モリ、青山出版社） 1996、のち角川文庫 1999
- 『天使の奇跡 本当にあった37の出会い』（J・W・アンダースン、祥伝社） 1996
- 『マイアミ・ピュリティ』（ヴィッキー・ヘンドリックス、青山出版社） 1996
- 『めぐみ』（キョウコ・モリ、青山出版社） 1996、のち角川文庫 1995
- 『最後の娘』（ペネロピー・エヴァンズ、創元推理文庫） 1997
- 『空の匂い、海の息吹』（レベッカ・レイノルズ、翔泳社） 1997
- 『シスターズ』（キャロル・セイライン、シャロン・J・ウォールムス写真、メディアファクトリー） 1997
- 『母と娘』（キャロル・セイライン、シャロン・J・ウォールムス写真、メディアファクトリー） 1998
- 『危険な求愛 ケープクリスチャン殺人事件』（パトリシア・マクドナルド、集英社文庫） 1998
- 『天界の原理』（トム・ヤングホーム、早川書房） 1999
- 『瀕死の森、勇士の槍』（ジョー・ケイン、新潮文庫） 1999
- 『死んだふり』（ダン・ゴードン、新潮文庫） 2000
- 『ダンデライオン』（メルヴィン・バージェス、東京創元社） 2000
- 『もしも男に言葉があったら』（サミュエル・シェム, ジャネット・サリー、日本放送出版協会） 2000
- 『Mの日記』（ローラ・リーズ、早川書房） 2000、のちハヤカワ・ミステリ文庫 2007
- 『沈黙の代償』（パトリシア・カーロン（英語版）、扶桑社、扶桑社ミステリー） 2001
- 『ブラック・オーク』（チャールズ・グラント、祥伝社文庫） 2001
- 『Sの誘惑』（ローラ・リーズ、早川書房） 2002
- 『この手のなかの真実』（ウォーリー・ラム、DHC） 2002
- 『死美人』（ローレン・ヘンダースン、新潮文庫） 2002
- 『トム・ゴードンに恋した少女』（スティーヴン・キング、新潮社） 2002、のち新潮文庫 2007
- 『エドワード・バンカー自伝』（エドワード・バンカー、ソニー・マガジンズ） 2003
- 『スペインの貴婦人』（ジョン・ケース、ランダムハウス講談社） 2003
- 『ティース』（ヒュー・ギャラガー、東京創元社） 2003
- 『ボンベイ・アイス』（レスリー・フォーブス、角川書店） 2003
- 『選択の瞬間 あなたを成功に導く10の質問』（デビー・フォード、ソフトバンクパブリッシング） 2004
- 『エレガントな女性になる方法 オードリー・ヘップバーンの秘密』（メリッサ・ヘルスターン、集英社） 2005
- 『オリヴィア・ジュールズ 彼女のたくましすぎる想像力』（ヘレン・フィールディング、ソニー・マガジンズ） 2005、のち改題『オリヴィア・ジュールズの華麗なる冒険』（ヴィレッジブックス） 2007
- 『フレッドが教えてくれた仕事でいちばん大切なこと』（マーク・サンボーン、ソフトバンクパブリッシング） 2005
- 『ミリオンズ』（フランク・コットレル・ボイス、新潮社） 2005
- 『名声のレシピ』（シャロン・クラム、新潮文庫） 2005
- 『殺人マジック』（ジョン・ケース、ランダムハウス講談社） 2006
- 『出生地』（ドン・リー 、ハヤカワ・ミステリ文庫） 2006
- 『フロイトの函 A box of dreams』（デヴィッド・マドセン、角川書店） 2006
- 『ルイの九番目の命』（リズ・ジェンセン（英語版） 、SB文庫） 2006
- 『あの夏の天使』（タラ・ジャンセン、ランダムハウス講談社） 2007
- 『幼年期の終わり』（アーサー・クラーク、光文社古典新訳文庫） 2007
- 『カニバリストの告白』（デヴィッド・マドセン、角川書店） 2008
- 『セックスと科学のイケない関係』（メアリー・ローチ、日本放送出版協会） 2008
- 『部屋の向こうまでの長い旅』（ティボール・フィッシャー、ヴィレッジブックス） 2008
- 『レット・バトラー 新編・風と共に去りぬ』全6冊（ドナルド・マッケイグ、監訳、ゴマブックス、ゴマ文庫） 2008
- 『警部補デリーロ』（スコット・フロスト、集英社文庫） 2009
- 『殺人倶楽部へようこそ』（マーシー・ウォルシュ, マイクル・マローン、文春文庫） 2009
- 『死神を葬れ』（ジョシュ・バゼル、新潮文庫） 2009
- 『誰かがわたしを壊すまえに』（アリシア・エリアン、ヴィレッジブックス） 2009
- 『プロムの夜に恋をして』（タラ・ジャンセン、ランダムハウス講談社） 2009
- 『レースリーダー』（ブルノニア・バリー、ヴィレッジブックス） 2009
- 『ガラスの鍵』（ダシール・ハメット、光文社古典新訳文庫） 2010
- 『ロールシャッハの鮫』（スティーヴン・ホール、角川書店） 2010
- 『怪物はささやく』（ パトリック・ネス、シヴォーン・ダウド原案、あすなろ書房） 2011、のち創元推理文庫 2017
- 『パンチョ・ビリャの罠』（クレイグ・マクドナルド、集英社文庫） 2011
- 『わたしを宇宙に連れてって 無重力生活への挑戦』（メアリー・ローチ、NHK出版） 2011
- 『天使の檻』（ダニエル・トラッソーニ、角川書店） 2012
- 『骨の祭壇』（フィリップ・カーター、新潮文庫） 2013
- 『ゲームウォーズ』（アーネスト・クライン、SB文庫） 2014
- 『郵便配達は二度ベルを鳴らす』（ジェームズ・M・ケイン、光文社古典新訳文庫） 2014
- 『ライフボート』（シャーロット・ローガン、集英社文庫） 2014
- 『カッコウの呼び声』（ロバート・ガルブレイス、講談社） 2014
- 『カイコの紡ぐ嘘』（ロバート・ガルブレイス、講談社） 2015
- 『ガール・オン・ザ・トレイン』（ポーラ・ホーキンズ、講談社文庫） 2015
- 『煙が目にしみる - 火葬場が教えてくれたこと』（ケイトリン・ドーティ、国書刊行会） 2016
- 『十三番目の子』（シヴォーン・ダウド作、パム・スマイ絵、小学館） 2016
- 『失われた図書館』（A・M・ディーン、集英社文庫） 2017
- 『ウーマン・イン・ザ・ウィンドウ』（A・J・フィン、早川書房） 2018
- 『奪命者』（ニール・シャスタマン、講談社文庫） 2018
- 『蜜蜂』（マヤ・ルンデ、NHK出版） 2018
- 『落ちた花嫁』（ニナ・サドウスキー、小学館） 2018
- 『アルマダ』（アーネスト・クライン、ハヤカワ文庫） 2018
- 『デジタル・ミニマリスト - 本当に大切なことに集中する』（カル・ニューポート、早川書房） 2019
- 『堕落刑事 - マンチェスター市警エイダン・ウェイツ』（ジョセフ・ノックス、新潮文庫） 2019
- 『刺青強奪人』（アリソン・ベルシャム、竹書房文庫） 2019
- 『まだすべてを忘れたわけではない』（ウェンディ・ウォーカー、講談社文庫） 2019
- 『世界のすごいお葬式』（ケイトリン・ドーティ、新潮社） 2019
- 『世界中の女子が読んだ! からだと性の教科書』（エレン・ストッケン・ダール, ニナ・ブロックマン、高橋幸子 医療監修、NHK出版） 2019
- 『パチンコ』（ミン・ジン・リー、文藝春秋） 2020

### アーヴィン・ウェルシュ
- 『トレインスポッティング』（アーヴィン・ウェルシュ、青山出版社） 1996、のち角川文庫 1998、のちハヤカワ文庫 2015
- 『エクスタシー』（アーヴィン・ウェルシュ、青山出版社） 1997、のち角川文庫 1999
- 『アシッドハウス』（アーヴィン・ウェルシュ、青山出版社） 1998
- 『グルー』（アーヴィン・ウェルシュ、アーティストハウスパブリッシャーズ） 2006
- 『トレインスポッティング ポルノ』（アーヴィン・ウェルシュ、アーティストハウスパブリッシャーズ） 2003、のち改題『T2 トレインスポッティング』（ハヤカワ文庫） 2017
- 『トレインスポッティング0 スキャグボーイズ』（アーヴィン・ウェルシュ、早川書房） 2017

### アイリス・ジョハンセン
- 『スワンの怒り』（アイリス・ジョハンセン、二見文庫、ザ・ミステリ・コレクション） 1997
- 『真夜中のあとで』（アイリス・ジョハンセン、二見文庫、ザ・ミステリ・コレクション） 1997
- 『そしてあなたも死ぬ』（アイリス・ジョハンセン、二見文庫、ザ・ミステリ・コレクション） 1998
- 『失われた顔』（アイリス・ジョハンセン、二見文庫、ザ・ミステリ・コレクション） 1999
- 『顔のない狩人』（アイリス・ジョハンセン、二見文庫、ザ・ミステリ・コレクション） 2001
- 『爆風』（アイリス・ジョハンセン、二見文庫、ザ・ミステリ・コレクション） 2003
- 『そしてさよならを告げよう』（アイリス・ジョハンセン、ソニー・マガジンズ、ヴィレッジブックス） 2004
- 『その夜、彼女は獲物になった』（アイリス・ジョハンセン、ソニー・マガジンズ、ヴィレッジブックス） 2005
- 『波間に眠る伝説』（アイリス・ジョハンセン、ソニー・マガジンズ、ヴィレッジブックス） 2006

### チャック・パラニューク
- 『ファイト・クラブ』（チャック・パラニューク、ハヤカワ文庫） 1999、のち新版 2015
- 『サバイバー』（チャック・パラニューク、早川書房） 2001、のちハヤカワ文庫 2005
- 『インヴィジブル・モンスターズ』（チャック・パラニューク、早川書房） 2003
- 『チョーク!』（チャック・パラニューク、早川書房） 2004
- 『ララバイ』（チャック・パラニューク、早川書房） 2005

### ジェフリー・ディーヴァー
- 『ボーン・コレクター』（ジェフリー・ディーヴァー、文藝春秋） 1999、のち文春文庫 2003
- 『コフィン・ダンサー』（ジェフリー・ディーヴァー、文藝春秋） 2000、のち文春文庫 2004
- 『エンプティー・チェア』（ジェフリー・ディーヴァー、文藝春秋） 2001、のち文春文庫 2006
- 『石の猿』（ジェフリー・ディーヴァー、文藝春秋） 2003、のち文春文庫） 2007
- 『魔術師』（ジェフリー・ディーヴァー、文藝春秋） 2004、のち文春文庫） 2008
- 『クリスマス・プレゼント』（ジェフリー・ディーヴァー、共訳、文春文庫） 2005
- 『スリーピング・ドール』（ジェフリー・ディーヴァー、文藝春秋） 2008、のち文春文庫 2011
- 『12番目のカード』（ジェフリー・ディーヴァー、文藝春秋） 2006、のち文春文庫 2009
- 『ウォッチメイカー』（ジェフリー・ディーヴァー、文藝春秋） 2007、のち文春文庫 2010
- 『ソウル・コレクター』（ジェフリー・ディーヴァー、文藝春秋） 2009、のち文春文庫 2012
- 『ロードサイド・クロス』（ジェフリー・ディーヴァー、文藝春秋） 2010、のち文春文庫 2013
- 『007 白紙委任状』（ジェフリー・ディーヴァー、文藝春秋） 2011、のち文春文庫 2014
- 『バーニング・ワイヤー』（ジェフリー・ディーヴァー、文藝春秋） 2012、のち文春文庫 2015
- 『シャドウ・ストーカー』（ジェフリー・ディーヴァー、文藝春秋） 2013、のち文春文庫 2016
- 『ポーカー・レッスン』（ジェフリー・ディーヴァー、文春文庫） 2013
- 『ゴースト・スナイパー』（ジェフリー・ディーヴァー、文藝春秋） 2014、のち文春文庫 2017
- 『スキン・コレクター』（ジェフリー・ディーヴァー、文藝春秋） 2015、のち文春文庫 2018
- 『煽動者』（ジェフリー・ディーヴァー、文藝春秋） 2016、のち文春文庫 2019
- 『スティール・キス』（ジェフリー・ディーヴァー、文藝春秋） 2017
- 『ブラック・スクリーム』（ジェフリー・ディーヴァー、文藝春秋） 2018
- 『カッティング・エッジ』（ジェフリー・ディーヴァー、文藝春秋） 2019

### バリー・アイスラー
- 『雨の牙』（バリー・アイスラー、ソニー・マガジンズ、ヴィレッジブックス） 2002、のち改題『レイン・フォール / 雨の牙』（ハヤカワ・ミステリ文庫） 2009
- 『雨の影』（バリー・アイスラー、ソニー・マガジンズ、ヴィレッジブックス） 2004、のち改題『ハード・レイン / 雨の影』（ハヤカワ・ミステリ文庫） 2009
- 『雨の罠』（バリー・アイスラー、ソニー・マガジンズ、ヴィレッジブックス） 2006
- 『雨の掟』（バリー・アイスラー、ヴィレッジブックス） 2007

### パトリシア・コーンウェル
- 『スカーペッタ』（パトリシア・コーンウェル、講談社文庫） 2009
- 『核心 スカーペッタ』（パトリシア・コーンウェル、講談社文庫） 2010
- 『変死体』（パトリシア・コーンウェル、講談社文庫） 2011
- 『血霧』（パトリシア・コーンウェル、講談社文庫） 2012
- 『死層』（パトリシア・コーンウェル、講談社文庫） 2013
- 『儀式』（パトリシア・コーンウェル、講談社文庫） 2014
- 『標的』（パトリシア・コーンウェル、講談社文庫） 2015
- 『狙撃』（パトリシア・コーンウェル、講談社文庫） 2015
- 『邪悪』（パトリシア・コーンウェル、講談社文庫） 2016
- 『烙印』（パトリシア・コーンウェル、講談社文庫） 2018

### E・L・ジェイムズ
- 『フィフティ・シェイズ・オブ・グレイ』（E・L・ジェイムズ、早川書房） 2012、のちハヤカワ文庫 2015
- 『フィフティ・シェイズ・ダーカー』（E・L・ジェイムズ、早川書房） 2013、のちハヤカワ文庫 2015
- 『フィフティ・シェイズ・フリード』（E・L・ジェイムズ、 早川書房） 2013、のちハヤカワ文庫 2015
- 『グレイ』（E・L・ジェイムズ、 早川書房） 2015、のちハヤカワ文庫 2017